# Alberto Maiztegui
Alberto Pascual Maiztegui (Gualeguay, 7 de abril de 1920-Córdoba, 18 de junio de 2018) fue un físico, autor y educador argentino. 
Junto a Jorge Sábato escribió el libro Introducción a la Física que durante 50 años fue usado por los estudiantes secundarios de América Latina.
En 2000 lo galardonó la Sociedad Científica Argentina a Educadores de la Física.

## Infancia
Maiztegui nació en Gualeguay, Entre Ríos y se crio con sus padres y sus siete hermanos en esa ciudad hasta que a los siete años se mudaron a Buenos Aires donde realizó sus estudios secundarios obteniendo el título de Maestro de Primaria a los dieciocho años.
Posteriormente un docente le recomendó que estudie la enseñanza de las matemáticas y se anotó en el Instituto Superior del Profesorado Alberto V. González. El rector de ese establecimiento le recomendó que estudie Física y le hizo caso.

## Trayectoria
Cuando cursaba el tercer año de Física tuvo clases con Ernesto Sabato quién recién llegaba de Francia, comenzando una relación que duraría años. Sabato lo nombró su ayudante alumno ad-honorem. Posteriormente Sabato abandonó la física para dedicarse a la literatura y tenía empezado el primer tomo del libro Física de 1º y 2º año de la enseñanza secundaria, el segundo tomo se lo delegó a Maiztegui. La obra final salió a la calle en marzo de 1946 bajo el título de Elementos de Física de Sabato y Maiztegui.
Pero Maiztegui quería ser investigador y se lo comentó a su mentor Sabato quién le recomendó viajar a Córdoba, al Observatorio Astronómico de Córdoba donde se desempeñaban los doctores Enrique Gaviola y Guido Beck considerados los máximos investigadores de Argentina por entonces. Pero no era el único que deseaba viajar a ese observatorio cordobés, otros dos compañeros profesores de física tenían el mismo objetivo y entre los tres juntaron el dinero suficiente para costear el traslado.

### Introducción a la Física
Junto a Jorge Sabato, primo de Ernesto, escribió en 1952 Introducción a la Física, libro que sirvió de consulta para estudiantes secundarios de Latinoamérica durante cincuenta años y tuvo una traducción al portugués.

## Vida personal
Tras la publicación de Introducción a la Física, Maiztegui regresó a Córdoba para ejercer la docencia en la Universidad Nacional de Córdoba.
Pasó sus últimos años en el barrio Colinas de Vélez Sársfield de Córdoba. En abril de 2018, recibió una distinción por parte de la Universidad Nacional de Córdoba.
Falleció el 18 de junio de 2018, a los 98 años.

### Honores
Fue distinguido como Socio Honorario de la Asociación de Profesores de Física de Argentina (APFA) en 1985.
El asteroide (6307) Maiztegui descubierto en 1989 por el equipo del Observatorio Félix Aguilar fue nombrado en su honor.